# مركز يبوس الثقافي
مركز يبوس الثقافي هو مؤسسةٌ فلسطينية أهلية غير ربحية تتمركز في القدس الشرقية وتُعنى بتنظيم الفعاليات الفنيّة والمهرجانات وإتاحة الفنون الرفيعة للجمهور، بهدف الحفاظ على الهوية الوطنية الفلسطينية وتعزيز الحياة الثقافية في المدينة. يعود اسم «يبوس» إلى التسمية الكنعانية الأولى للقدس.

## النشأة والتأسيس
استُلهمت فكرة المركز سنة 1995 عندما دعا الموسيقي سهيل خوري مجموعةً من الفنانين والمثقفين إلى تأسيس هيئة تتبنّى تطوير الفنون في القدس. وبعد عامَي عملٍ تطوّعيين، سُجّل المركز رسميًا كمؤسسة غير ربحية في أبريل 1997. تؤكّد مصادر مستقلّة تاريخ التأسيس والتسجيل ذاتهما.:contentReference[oaicite:0]{index=0}

## المبنى والفضاءات
اتخذ المركز من مبنى «سينما القدس» التاريخي في شارع الزهراء مقرًا له بعد ترميمه؛ ويضمّ اليوم:
- قاعة فيصل الحسيني (340 مقعدًا) للعروض الكبرى؛
- سينما القدس (81 مقعدًا)؛
- قاعة مراكش المتعددة الأغراض؛
- صالون محمود درويش للمعارض البصرية؛
- مكتبة ودكّان للفنون اليدوية.[2]

## البرامج والمهرجانات
من أبرز أنشطة المركز:
- مهرجان القدس السنوي (انطلق 1996) ويستمر أسبوعًا في أغسطس، مستضيفًا عروض موسيقية ومسرحية وسينمائية محلية ودولية.[4]
- مهرجان القدس للفنون الشعبية
- ليالي الطرب في قدس العرب بالشراكة مع معهد إدوارد سعيد الوطني للموسيقى
- أسواق الحرف والبازارات الثقافية، وعروض السينما، وورش الكتابة والدراما للأطفال.[5]

## الإدارة والتمويل
يخضع المركز لإدارة مجلس أُمناء، بينما تتولى رانيا إلياس الإدارة التنفيذية منذ 1998. يعتمد التمويل على تذاكر العروض، وتأجير القاعات، والمنح الدولية (من مؤسسات أوروبية وعربية) إلى جانب رعايات القطاع الخاص.

## المضايقات والقيود
في 22 تموز (يوليو) 2020 داهمت شرطة الاحتلال الإسرائيلي مقرّ المركز ومنزل مديرته وصادرت حواسيب ووثائق، كما اعتقلت رانيا إلياس وزوجها الموسيقار سهيل خوري لساعات قبل الإفراج عنهما بكفالة. نددت منظمات حقوقية بالاقتحام بوصفه استهدافًا للحقوق الثقافية للفلسطينيين في القدس.

## الجوائز والتكريم
حصلت مديرة المركز رانيا إلياس على جائزة **Keychange Inspiration** (2023) تقديرًا لعملها في تمكين الموسيقى والتنوع.

## وصلات خارجية
- الموقع الرسمي
- صفحة فيسبوك
- قناة يوتيوب